# Lema fundamental do cálculo das variações
Em matemática, em especial em cálculo das variações, o lema fundamental dos cálculos da variações ou do cálculo variacional é uma lema que é tipicamente utilizado para transformar um problema em sua formulação fraca (forma variacional) na sua forma forte (equação diferencial).
Seja f uma função de classe {\displaystyle C^{k}} no intervalo [a,b]. Supomos ainda que
{\displaystyle \int _{a}^{b}f(x)\,h(x)\,dx=0}
para toda função h que de classe {\displaystyle C^{k}} em [a,b] com h(a) = h(b) = 0. Então, o lema fundamental do cálculo das variações afirma que f(x) é identicamente nula no intervalo aberto (a,b).

## Aplicações
Este lema é utilizado para provar que os extremos de um funcional
{\displaystyle J[L(t,y,{\dot {y}})]=\int _{x_{0}}^{x_{1}}L(t,y,{\dot {y}})\,dt}
são as soluções fracas da equação de Euler-Lagrange
{\displaystyle {\partial L(t,y,{\dot {y}}) \over \partial y}={d \over dt}{\partial L(t,y,{\dot {y}}) \over \partial {\dot {y}}}.}
As equações de Euler-Lagrange possuem um papel importante em mecânica clássica e geometria diferencial.